# Municipio de Weston (Dakota del Sur)
El municipio de Weston (en inglés: Weston Township) es un municipio ubicado en el condado de Marshall en el estado estadounidense de Dakota del Sur. En el año 2010 tenía una población de 228 habitantes y una densidad poblacional de 2,44 personas por km².

## Geografía
El municipio de Weston se encuentra ubicado en las coordenadas 45°42′42″N 97°55′39″O / 45.71167, -97.92750. Según la Oficina del Censo de los Estados Unidos, el municipio tiene una superficie total de 93.6 km², de la cual 93,19 km² corresponden a tierra firme y (0,44 %) 0,41 km² es agua.

## Demografía
Según el censo de 2010, había 228 personas residiendo en el municipio de Weston. La densidad de población era de 2,44 hab./km². De los 228 habitantes, el municipio de Weston estaba compuesto por el 98,25 % blancos, el 1,32 % eran amerindios, el 0,44 % eran asiáticos. Del total de la población el 0 % eran hispanos o latinos de cualquier raza.